# Reservesendeturm Beromünster
Der Reservesendeturm Beromünster war ein 1931 fertiggestellter Sendeturm im damaligen Gunzwil (Schweiz). Der Turm gehörte zum Landessender Beromünster und diente nach einem Umbau als Betriebsreserve.

## Beschreibung
Der Landessender Beromünster nahm als neue Mittelwellen-Sendeanlage der Schweiz 1931 seinen Betrieb mit einer T-Antenne an zwei 125 m hohen Sendemasten in Gunzwil auf. Die Türme waren als freistehende Stahlfachwerktürme ausgeführt. Nach der Errichtung des Blosenbergturms im Jahre 1937 trugen die zwei Türme weiterhin eine Antenne für Mittelwelle. 1962 wurde der Westturm abgebaut und in St. Chrischona bei Basel als Sendeturm für UKW-Rundfunk und TV wieder aufgebaut. Der in Gunzwil verbliebene Ostturm wurde gegen Erde isoliert und zu einem selbststrahlenden Sendeturm umgebaut, der als Reserveantenne für den Sender des Blosenbergturms diente. Der ausgediente Ostturm wurde am 19. August 2011 zur Demontage kontrolliert gesprengt.

## Bilder

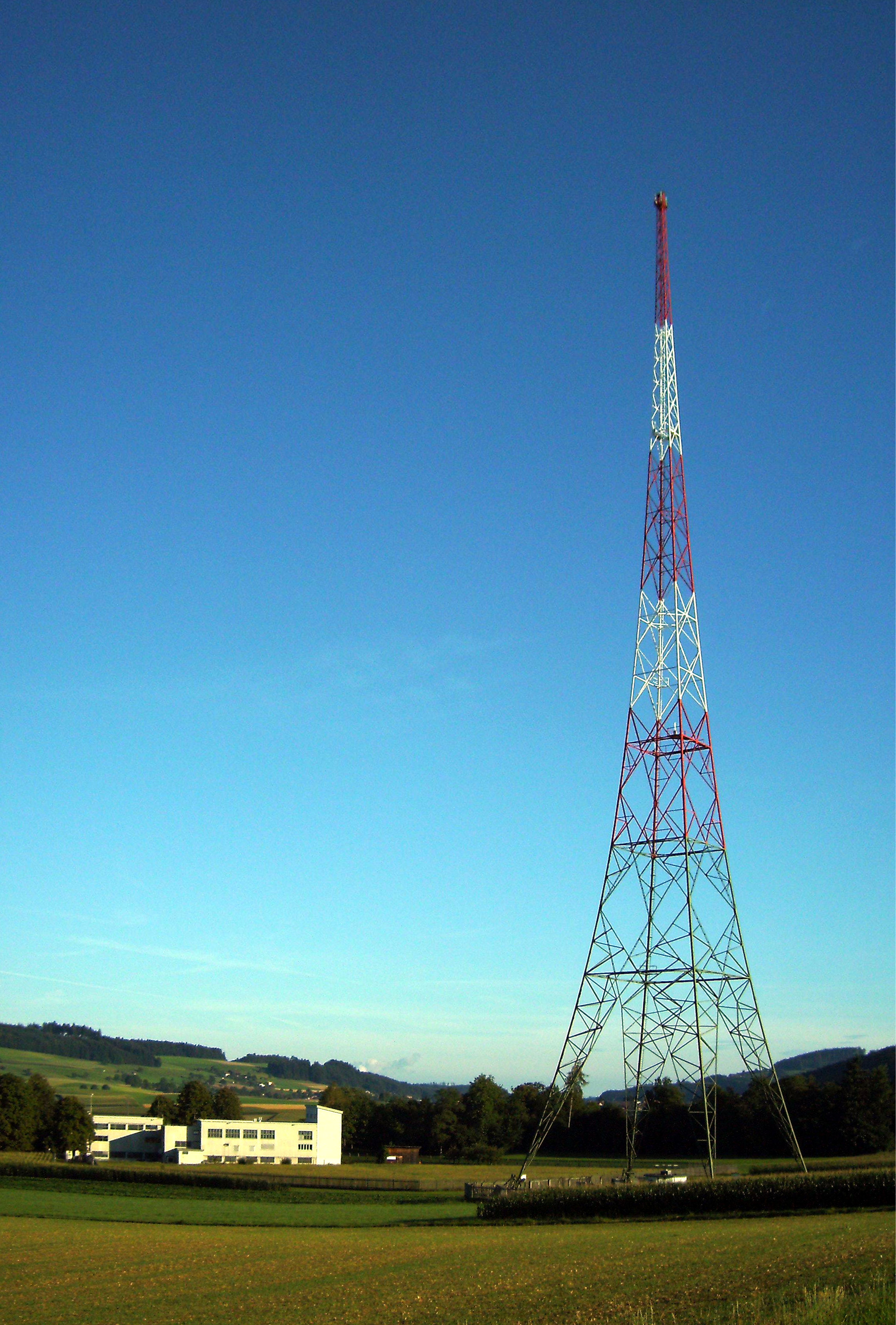
Reservesendeturm Beromünster mit Sendezentrale
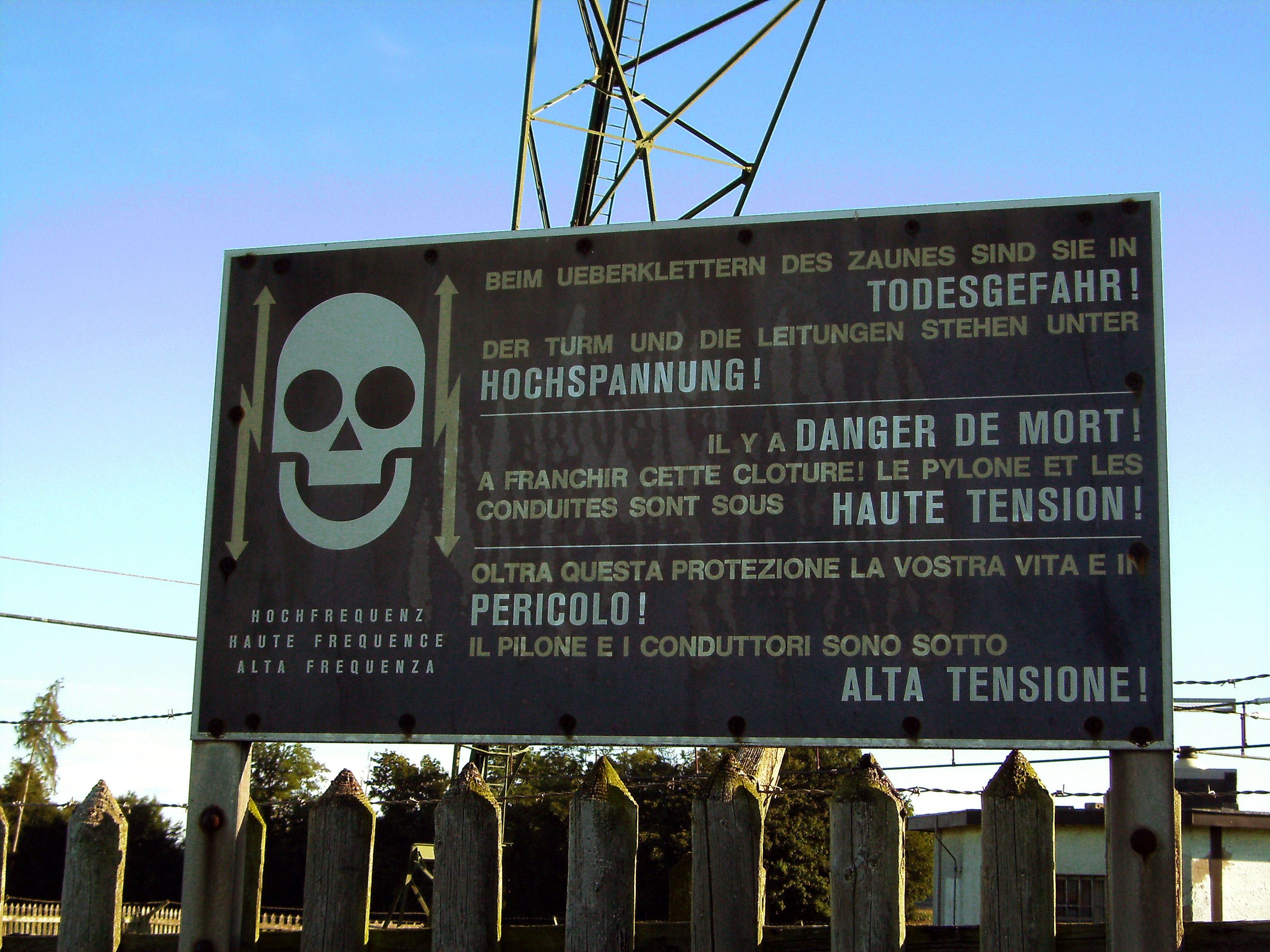
Warnschild Hochspannung am Reservesendeturm Beromünster
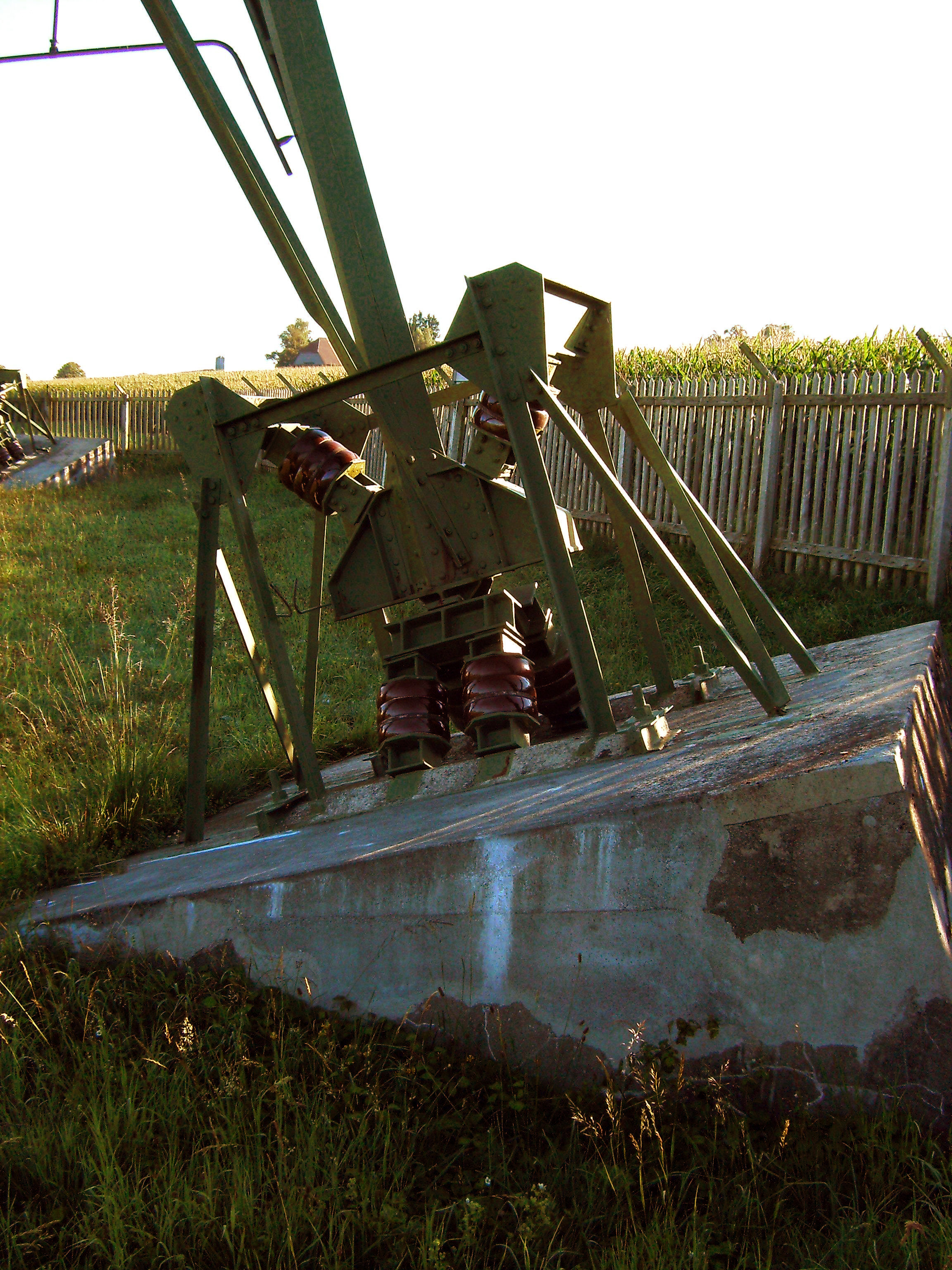
Fuss des Reservesendeturms Beromünster, gegen Erde isoliert